# Peckia lithogaster
Peckia lithogaster är en tvåvingeart som först beskrevs av Charles Howard Curran och Walley 1934.  Peckia lithogaster ingår i släktet Peckia och familjen köttflugor.
Artens utbredningsområde är Guyana. Inga underarter finns listade i Catalogue of Life.